# 国家知識産権局

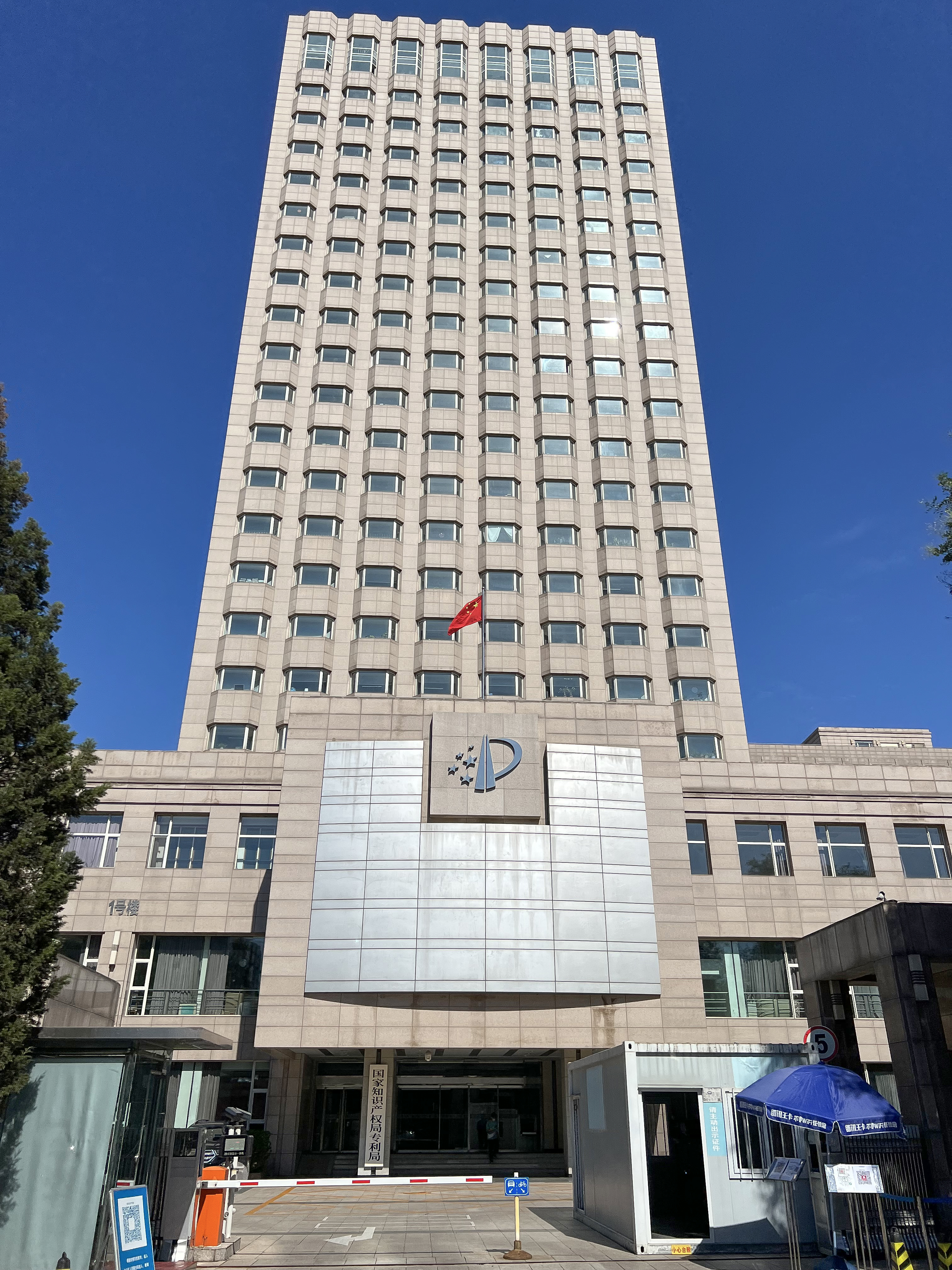
国家知識産権局

国家知識産権局（こっかちしきさんけんきょく、中: 国家知识产权局（簡体字）、英: State Intellectual Property Office, SIPO）は、中華人民共和国において特許権などを所管する行政機関である。本庁舎は北京。2018年9月1日、英語表記がChina National Intellectual Property Administration（CNIPA）に変更された。

## 概要
1980年に中華人民共和国専利局として設立（「専利」は中国語で「特許」を意味する）。1998年4月1日に、機構を拡充するとともに、現名称に改称した。国務院に直属する。
なお商標権は、中国においては国家工商行政管理局の下部機関である商標局（出願）、商標評審委員会（審判）が所管していたが、2018年4月の再編により、国家工商行政管理局は国家市場監督管理総局に統合され、国家市場監督管理総局の直轄の国家知識産権局が商標も取り扱うように変更されている。
著作権は、国家版権局で所管している。